# Empidonax wrightii
El mosquero gris (Empidonax wrightii), también denominado mosquerito gris o papamoscas bajacolita (en México, mosqueta gris o mosquero gris americano, es una especie de ave paseriforme de la familia Tyrannidae perteneciente al numeroso género Empidonax. Es un ave migratoria que anida en el interior del oeste de América del Norte y migra hacia México en los inviernos boreales. Esta especie es considerada común en las regiones áridas del oeste de América del Norte, especialmente en la Gran Cuenca. Desde estepas de artemisia a bosques de enebros piñoneros y pinares ponderosa, este mosquero forrajea buscando insectos de los arbustos o ramas bajas de los árboles.

## Distribución y hábitat

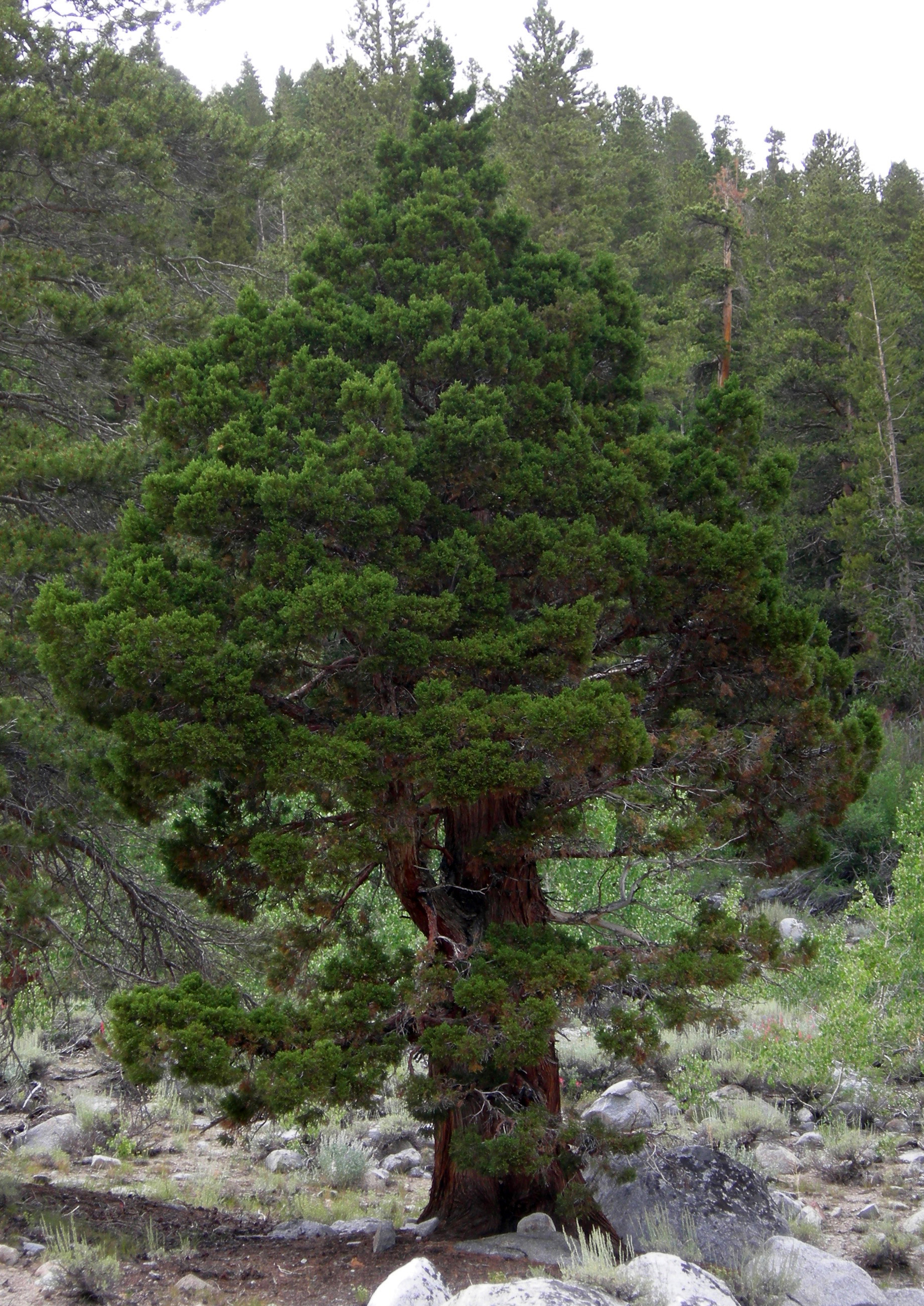
Sierra Nevada, California, ejemplo de hábitat de cría de la especie.

Su área de reproducción se extiende desde el extremo sur de la Columbia Británica, en Canadá, por Estados Unidos a través de una estrecha franja en el centro de Washington hasta el este de Oregón y California. El rango se extiende al este a través de Nevada, el sur de Idaho, Utah y el norte de Arizona hasta el suroeste de Wyoming, oeste de Colorado, y el noroeste de Nuevo México.
Dependiendo de la latitud, llegan a zonas de cría entre mediados de abril a mediados de mayo, y se van entre mediados de agosto y mediados de septiembre. La migración entre la crianza e hibernación toma aproximadamente siete semanas entre la primavera y el otoño. Los machos generalmente llegan a zonas de reproducción una semana antes que las hembras.
Los mosqueros grises hibernan en Baja California Sur, el sudeste de Arizona, y en México, desde el centro de Sonora, oeste y sur de Chihuahua y sur de Coahuila al centro de Oaxaca. Un pequeño número posiblemente hibernan en el oeste de Texas y el sur de California.
El hábitat de cría se compone de arbustales, bosques abiertos, o bosques con sotobosque desnudo. Aunque predominan típicamente artemisas (especies Artemisia), las asociaciones comunes incluyen rosas de acantilado (especies Purshia), chamisas (especies Chrysothamnus y Ericameria), caobas de montaña (especies Cercocarpus), enebros (especies Juniperus), pinos piñoneros (especies Pinus) y pinos ponderosa (Pinus ponderosa).
Durante la migración el hábitat es generalmente similar al hábitat reproductivo, pero las zonas ribereñas son de uso frecuente. De esta manera, los migrantes pueden encontrarse en sauces (especies Salix), robles (especies Quercus), o mezquites (especies Prosopis).
En invierno, el mosquero gris se encuentra en zonas abiertas y semiabiertas áridas con matorrales y árboles dispersos.

## Descripción
Los mosqueros grises son aves pequeñas, pero más grandes que la mayoría de los mosqueros Empidonax. Un adulto normal mide en promedio 15 cm de longitud, 22 cm de envergadura y pesa 12.5 g.
Los adultos tienen partes superiores de color gris pálido, más oscuras en las alas y la cola, con un tono oliva tenue después de la muda en otoño. Las partes inferiores son blanquecinas, pero se tornan ligeramente amarillas en el nuevo plumaje. Hay una lista supraloral pálida que se extiende por encima de la base del pico. Tienen franjas blancas en las alas y un anillo blanco ocular discreto. En comparación con otros mosqueros Empidonax norteamericanos, el mosquero gris tiene un pico largo y estrecho, una cola larga, y la mandíbula tiende a ser más pálida al aumentar su longitud.
Los jóvenes son similares en apariencia a los adultos, pero con tonos oliva y amarillos más fuertes. Además, las aves jóvenes tienen líneas beige en las alas y el pecho de color marrón.

## Comportamiento
El mosquero gris es una de las muchas especies del género Empidonax. Estas especies son muy similares en apariencia y comportamiento, y son notoriamente difíciles de diferenciar. Las mejores características para distinguir estas especies son la voz, el hábitat de reproducción, y la distribución. El mosquero gris, sin embargo, puede ser identificado por un comportamiento único: su meneo de la cola hacia abajo. Otras especies Empidonax exhiben típicamente un rápido movimiento de la cola hacia arriba.

### Alimentación
La dieta presumiblemente consiste enteramente de insectos y otros pequeños invertebrados. En invierno pueden consumir frutas, pero esto no se ha confirmado.
La mayoría de las presas es capturadas durante el vuelo o desde el suelo. Un pájaro esperará en una posición abierta —normalmente en la rama de un  árbol o un arbusto bajo— y volará para atrapar un insecto que pase. Con menor frecuencia, un pájaro en vuelo recolecta presas desde el follaje o la corteza.

### Reproducción
El mosquero gris es territorial durante la temporada de reproducción. Los machos establecen su territorio y atraen una hembra mediante vocalizaciones y demostraciones. Parecen ser monógamos, pero pueden ocurrir copulaciones entre parejas.
El nido es voluminoso y menos compacto que los de otros mosqueros Empidonax. La hembra construye el nido (los machos pocas veces ayudan) a partir de diversos materiales vegetales, especialmente los tallos de hierba y tiras de corteza. El nido suele estar repleto de materiales blandos, como lana, pelo, plumas o hierbas suaves. Los nidos pueden ser colocados en artemisa, rosas de acantilado, enebros, o pinos. La altura del nido dependerá en parte de la altura del soporte (es decir, los nidos tienden a ser grandes en los árboles más altos), pero suelen ser 1 a 6 m (3 a 20 pies) por encima del suelo. La mayoría de nidos se colocan en la horcadura de una rama al lado del tronco, pero algunos están situados en las ramas de mayor tamaño del tronco.
Las hembras ponen un huevo por día, con un tamaño de la nidada definitiva de tres o cuatro. La hembra incuba los huevos durante unas dos semanas. Los huevos, aunque previstos en días diferentes, por lo general eclosionan en el mismo día. Los polluelos son altriciales y tienen poco tienen poco hacia abajo cuando salen del cascarón. Ambos padres alimentan a los pichones. El emplumamiento se produce alrededor de 16 días después de la eclosión.

### Vocalización
Solo el macho canta. El canto es una nota de dos sílabas fuertes descritos como «chuwip» o «wilip». Cuando está débil, en ocasiones será más agudo será el «tiap» o «sip» que se incorpore al canto. Ambos sexos tienen un llamado «pit» seco o «wit». Las hembras cantan frecuentemente cuando se alimentan o recolectan materiales para los nidos.

## Sistemática

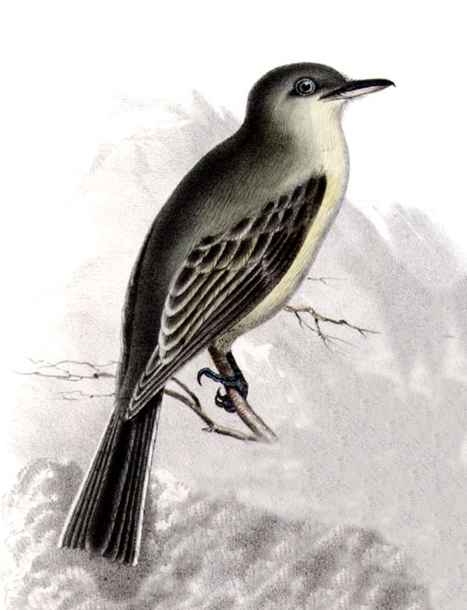
Empidonax obscurus, ahora Empidonax wrightii, ilustración en Report on the United States and Mexican boundary survey, volumen Aves editado por S. F. Baird entre 1857 y 1859.

### Descripción original
La especie E. wrightii fue descrita por primera vez por el ornitólogo estadounidense Spencer Fullerton Baird en 1858 bajo el mismo nombre científico; su localidad tipo es: «El Paso, Texas».

### Etimología
El nombre genérico masculino «Empidonax» se compone de las palabras del griego «empis, empidos» que significa ‘mosquito’, ‘jején’, y «anax, anaktos» que significa ‘señor’; y el nombre de la especie «wrightii», conmemora al botánico y recolector estadounidense Charles Wright (1811–1885).

### Taxonomía
El mosquero gris es muy similar morfológicamente al mosquero oscuro (Empidonax oberholseri), que ha sido problemático en su historia taxonómica. Cuando fue descrito como especie en 1889, el mosquero gris fue nombrado Empidonax griseus. Este nombre se volvió un sinónimo posterior cuando se descubrió que la especie tipo designada para el mosquero oscuro era, de hecho, un mosquero gris. El nombre vigente en aquel momento para el mosquero oscuro fue mosquero de Wright (E. wrightii), un nombre propuesto anteriormente en 1858. Debido a que el nombre wrightii tenía prioridad, que se aplicó al mosquero gris, dejando al mosquero oscuro con un nuevo nombre, E. oberholseri.
No hay subespecies reconocidas, y no existe variación geográfica reportada.
La clasificación del Congreso Ornitológico Internacional (IOC) —en inglés— utiliza la nomenclatura «mosquero gris americano» para Empidonax wrightii, para diferenciarlo del mosquero gris africano (Bradornis microrhynchus) y el mosquero gris etíope (Bradornis pumilus). Sin embargo, la Unión de Ornitólogos Americanos lo nombra sencillamente «mosquero gris».